# Marliece Andrada
Marliece Andrada (Manteca, California; 22 de agosto de 1972) fue Playmate del mes de la revista Playboy en marzo de 1998 y ha aparecido en numerosos videos playboy. Se unió al reparto de la serie de televisión Baywatch en la temporada de 1997, interpretando a una atractiva salvavidas.
Andrada interpretó a la Agente X-Tra en el juego Gex 3: Deep Cover Gecko.